# I slagbjörnens spår (1931)
I slagbjörnens spår är en svensk dokumentärfilm från 1931 med regi och foto av bröderna Johan och Sven Utterström. Filmen spelades in i British Columbia i Kanada och i Seattle i USA och följer brödernas expedition i vildmarken. Den premiärvisades 26 december 1931 på biografen Sture i Stockholm.

### Fotnoter
1. ↑  ”I slagbjörnens spår”. Svensk Filmdatabas. http://sfi.se/sv/svensk-filmdatabas/Item/?itemid=3700&type=MOVIE&iv=Basic&ref=/templates/SwedishFilmSearchResult.aspx?id%3d1225%26epslanguage%3dsv%26searchword%3dI+slagbj%C3%B6rnens+sp%C3%A5r%26type%3dMovieTitle%26match%3dBegin%26page%3d1%26prom%3dFalse. Läst 20 april 2013.